# Thein Sein
Thein Sein (n. 20 aprilie 1945) este președintele statului Myanmar din februarie 2011. A fost prim-ministru în perioada octombrie 2007 - februarie 2011.
1. ↑  Thein Sein, Munzinger Personen, accesat în 9 octombrie 2017
2. ↑   http://global.britannica.com/biography/Thein-Sein Lipsește sau este vid: |title= (ajutor)
3. ↑  Davos 2014 Participant List